# Драмри
Драмри (англ. Drumree; ирл. Droim Rí) — деревня в Ирландии в графстве Мит (провинция Ленстер). Располагается в 26 километрах от Дублина. Долгое время в деревни жил писатель и поэт Эдвард Дансени, в настоящее время на месте его замка располагается неработающая железнодорожная станция, закрытая в апреле 1963 года.